# Łubnie

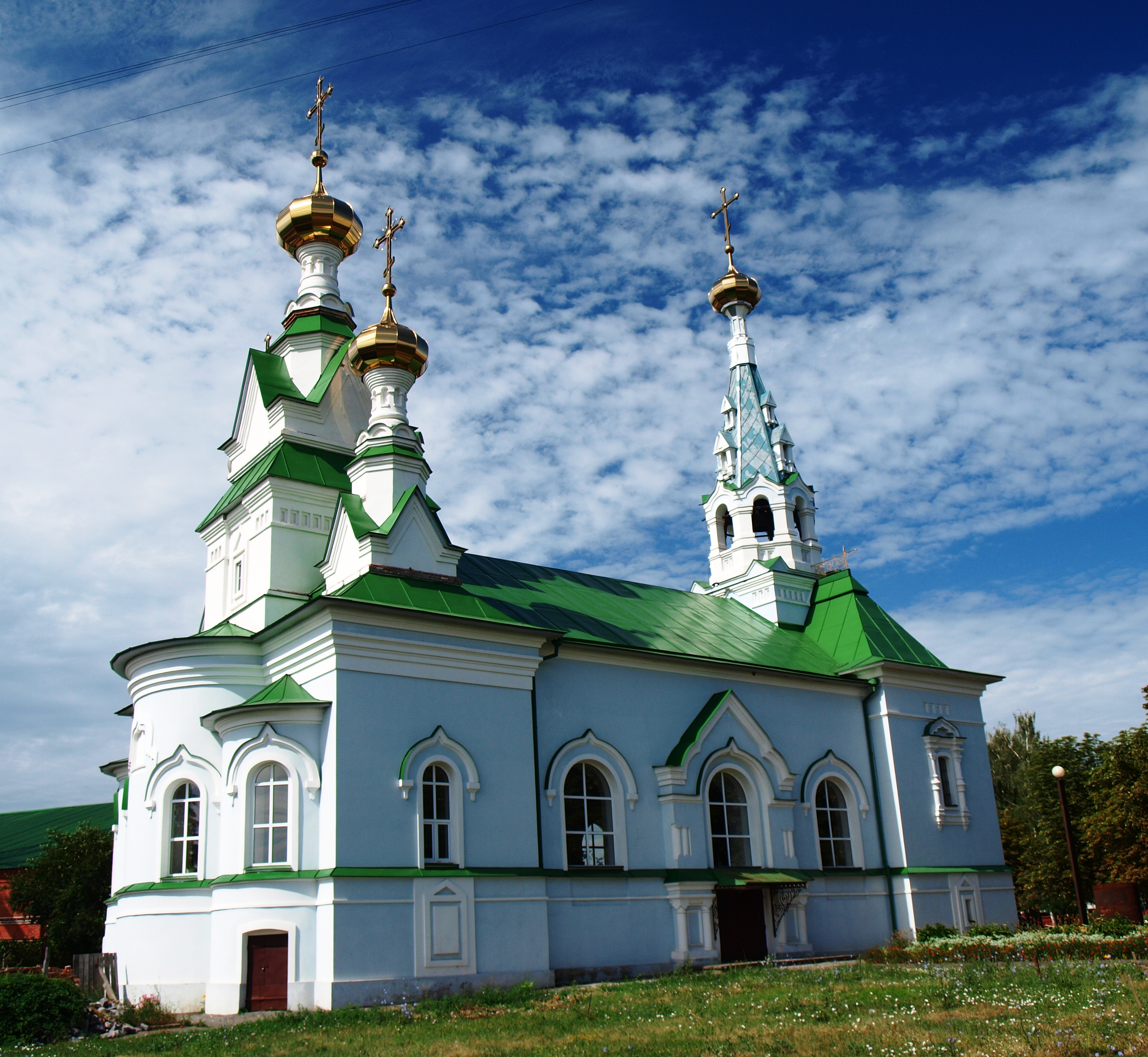
Cerkiew Narodzenia NMP z 1899 (UKP PM)

Łubnie (ukr. Лубни, Łubny) – miasto na Ukrainie, w obwodzie połtawskim, nad Sułą, siedziba rejonu łubieńskiego oraz hromady Łubnie. W 2022 roku liczyło 44 tys. mieszkańców.
W mieście rozwinął się przemysł maszynowy, metalowy, chemiczny, włókienniczy, spożywczy oraz meblarski.
Dawny ośrodek kompleksu zadnieprzańskich dóbr Wiśniowieckich i ich rezydencja.

## Historia
Łubnie są jednym z najstarszych ukraińskich miast, według legendy założonym w 988 roku przez Włodzimierza I Wielkiego. Miejscowość po raz pierwszy w źródłach pisanych pojawia się w 1107 roku.
Początkowo osada miała charakter stricte obronny. Jej rozwój przypada na XV i XVI wiek. W 1591 miasto zostało lokowane na prawie magdeburskim i otrzymało herb. Od 1569 roku znajdowało się w granicach Korony Królestwa Polskiego.
W 1596 roku w pobliżu Łubniów hetman Stanisław Żółkiewski rozbił ostatecznie powstanie kozackie Nalewajki. W tym samym roku Reinhold Heidenstein zapisał zamek przed siedmią laty przez Aleksandra Wiśniowieckiego starostę czerkaskiego wystawiony. Na rzece Sule jest most bardzo długi, przez który już na stepy się wychodzi.... Na mapie Beauplana zaznaczony jest zamek i obwarowania miejskie. W 1619 Raina Wiśniowiecka ufundowała w okolicach miasta prawosławny męski klasztor - Mgarski Monaster Przemienienia Pańskiego.

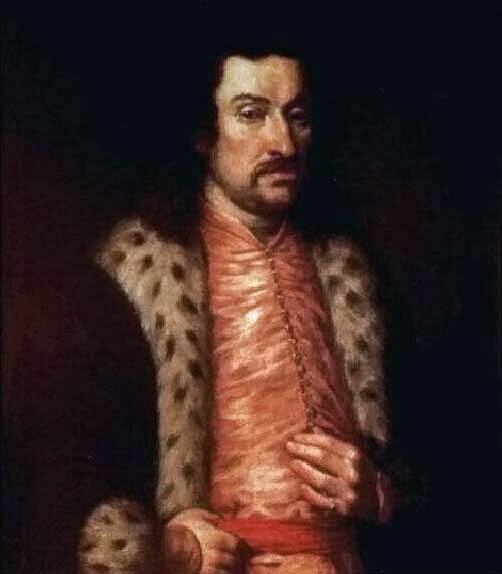
Książę Jeremi („Jarema”) Wiśniowiecki, ojciec króla Michała Korybuta

W roku 1648, w czasie Powstania Chmielnickiego, po wycofaniu wojsk i dworzan księcia Jeremiego Wiśniowieckiego doszło do zniszczenia Łubniów, m.in. pałacu książęcego i kościoła o.o. bernardynów pw. św. Michała. Z zabytków z czasów Wiśniowieckich (sprzed 1648 r.) pozostały w muzeum regionalnym jedynie fragmenty kolumny z pałacu oraz drzwi z kościoła o.o. bernardynów. Teren, gdzie znajdował się pałac - rezydencja Wiśniowieckich, nie jest dostępny.
Od 1654 roku w granicach Carstwa Rosyjskiego. W latach 1648–1781 w Łubniach stacjonował Pułk Łubieński wojska zaporoskiego.
Po wybudowaniu kolei prowadzącej przez miasto ze stacją Łubnie w 1901 roku nastąpił rozwój przemysłu w Łubniach.
W 1917 roku zaczęto wydawać gazetę.
Podczas okupacji niemieckiej Łubnie były jednym z głównych skupisk partyzantki sowieckiej.

## Demografia
| 1638  | 1897   | 1907   | 1926   | 1959   | 1979   | 1989   | 1991   | 2001   | 2013   |
| ----- | ------ | ------ | ------ | ------ | ------ | ------ | ------ | ------ | ------ |
| 2 646 | 10 097 | 11 800 | 21 000 | 29 442 | 54 216 | 59 478 | 60 300 | 52 572 | 47 643 |

## Osoby związane z miastem
- Jan Jakowelewicz (ojciec Ioann) – protoplasta rodu Janowskich, prapradziadek poety Nikołaja Gogola, był duchownym w Łubniach
- Jeremi Wiśniowiecki – książę, ojciec króla Michała Korybuta, urodzony w Łubniach
- Ludmiła Rudienko – radziecka mistrzyni świata w szachach w latach 1950–1953, urodzona w Łubniach
- Melchizedek (Znaczko-Jaworski) – prawosławny mnich, działacz dyzunicki, prawdopodobnie urodzony w Łubniach
- Hanka Bielicka – polska aktorka, urodzona w 1915 w Kononówce pod Łubniami

## Łubnie w literaturze
Miejscowość, jako siedziba Jeremiego Wiśniowieckiego, pojawia się w Ogniem i mieczem Henryka Sienkiewicza. Pojawia się również w powieści historycznej Jacka Komudy pod tytułem "Samozwaniec", jako własność Michała Wiśniowieckiego starosty owruckiego, w czasie pochodu Dymitra na Moskwę.